# Selecció de futbol del Iemen
La Selecció de futbol del Iemen (àrab: منتخب اليمن لكرة القدم, muntaẖab al-Yaman li-kurat al-qadam) és la selecció nacional del Iemen per a les competicions oficials. De la seva organització se n'encarrega l'Associació de Futbol del Iemen, que pertany a la Confederació Asiàtica de Futbol.
Abans de 1990 existien dues seleccions, la del Iemen del Nord i la Iemen del Sud. La selecció del Iemen és considerada successora de la selecció del Nord.

## Resultats a la Copa del Món
| Copa del Món de futbol | Copa del Món de futbol | Copa del Món de futbol | Copa del Món de futbol | Copa del Món de futbol | Copa del Món de futbol | Copa del Món de futbol | Copa del Món de futbol | Copa del Món de futbol |    | Classificació | Classificació | Classificació | Classificació | Classificació | Classificació |
| Any                    | Resultat               | Posició                | PJ                     | G                      | E                      | P                      | GF                     | GC                     | PJ | G             | E             | P             | GF            | GC            |               |
| ---------------------- | ---------------------- | ---------------------- | ---------------------- | ---------------------- | ---------------------- | ---------------------- | ---------------------- | ---------------------- | -- | ------------- | ------------- | ------------- | ------------- | ------------- | ------------- |
| 1994                   | No es classificà       | -                      | -                      | -                      | -                      | -                      | -                      | -                      | 8  | 3             | 2             | 3             | 12            | 13            |               |
| 1998                   | No es classificà       | -                      | -                      | -                      | -                      | -                      | -                      | -                      | 6  | 2             | 2             | 2             | 10            | 7             |               |
| 2002                   | No es classificà       | -                      | -                      | -                      | -                      | -                      | -                      | -                      | 6  | 3             | 2             | 1             | 8             | 6             |               |
| 2006                   | No es classificà       | -                      | -                      | -                      | -                      | -                      | -                      | -                      | 6  | 1             | 2             | 3             | 6             | 11            |               |
| 2010                   | No es classificà       | -                      | -                      | -                      | -                      | -                      | -                      | -                      | 4  | 1             | 1             | 2             | 4             | 4             |               |
| 2014                   | No es classificà       | -                      | -                      | -                      | -                      | -                      | -                      | -                      | 2  | 0             | 1             | 1             | 0             | 2             |               |
| 2018                   | No es classificà       | -                      | -                      | -                      | -                      | -                      | -                      | -                      | 10 | 2             | 1             | 7             | 5             | 18            |               |
| 2022                   | No es classificà       | -                      | -                      | -                      | -                      | -                      | -                      | -                      | 8  | 1             | 2             | 5             | 6             | 18            |               |
| 2026                   | No es classificà       | -                      | -                      | -                      | -                      | -                      | -                      | -                      | 8  | 2             | 3             | 3             | 9             | 10            |               |
| Total                  | -                      | 0/9                    | -                      | -                      | -                      | -                      | -                      | -                      | 58 | 15            | 16            | 27            | 60            | 89            |               |

## Resultats a la Copa d'Àsia
| Copa d'Àsia de futbol | Copa d'Àsia de futbol | Copa d'Àsia de futbol | Copa d'Àsia de futbol | Copa d'Àsia de futbol | Copa d'Àsia de futbol | Copa d'Àsia de futbol | Copa d'Àsia de futbol | Copa d'Àsia de futbol |    | Classificació | Classificació | Classificació | Classificació | Classificació | Classificació |
| Any                   | Resultat              | Posició               | PJ                    | G                     | D                     | P                     | GF                    | GC                    | PJ | G             | E             | P             | GF            | GC            |               |
| --------------------- | --------------------- | --------------------- | --------------------- | --------------------- | --------------------- | --------------------- | --------------------- | --------------------- | -- | ------------- | ------------- | ------------- | ------------- | ------------- | ------------- |
| 1984                  | No es classificà      | -                     | -                     | -                     | -                     | -                     | -                     | -                     | 4  | 0             | 0             | 4             | 2             | 18            |               |
| 1988                  | No es classificà      | -                     | -                     | -                     | -                     | -                     | -                     | -                     | 5  | 1             | 3             | 1             | 5             | 5             |               |
| 1992                  | No participà          | -                     | -                     | -                     | -                     | -                     | -                     | -                     |    |               |               |               |               |               |               |
| 1996                  | No es classificà      | -                     | -                     | -                     | -                     | -                     | -                     | -                     | 4  | 1             | 0             | 3             | 2             | 8             |               |
| 2000                  | No es classificà      | -                     | -                     | -                     | -                     | -                     | -                     | -                     | 4  | 2             | 0             | 2             | 14            | 5             |               |
| 2004                  | No es classificà      | -                     | -                     | -                     | -                     | -                     | -                     | -                     | 6  | 2             | 1             | 3             | 15            | 15            |               |
| 2007                  | No es classificà      | -                     | -                     | -                     | -                     | -                     | -                     | -                     | 6  | 2             | 0             | 4             | 5             | 13            |               |
| 2011                  | No es classificà      | -                     | -                     | -                     | -                     | -                     | -                     | -                     | 6  | 2             | 1             | 3             | 7             | 9             |               |
| 2015                  | No es classificà      | -                     | -                     | -                     | -                     | -                     | -                     | -                     | 6  | 0             | 0             | 6             | 3             | 18            |               |
| 2019                  | Classificat           | -                     | -                     | -                     | -                     | -                     | -                     | -                     | 18 | 6             | 5             | 7             | 16            | 23            |               |
| Total                 | Millor: -             |                       | ''                    | ''                    | ''                    | ''                    | ''                    | ''                    | 59 | 16            | 10            | 33            | 69            | 114           |               |

## Resultats a la Copa del Golf de Nacions
| Copa del Golf de Nacions | Copa del Golf de Nacions | Copa del Golf de Nacions | Copa del Golf de Nacions | Copa del Golf de Nacions | Copa del Golf de Nacions | Copa del Golf de Nacions | Copa del Golf de Nacions | Copa del Golf de Nacions |
| Any                      | Resultat                 | PJ                       | G                        | E                        | P                        | GF                       | GC                       |                          |
| ------------------------ | ------------------------ | ------------------------ | ------------------------ | ------------------------ | ------------------------ | ------------------------ | ------------------------ | ------------------------ |
| 2003                     | 7è                       | 6                        | 0                        | 1                        | 5                        | 2                        | 18                       |                          |
| 2004                     | Fase de Grups            | 3                        | 0                        | 1                        | 2                        | 2                        | 7                        |                          |
| 2007                     | Fase de Grups            | 3                        | 0                        | 1                        | 2                        | 3                        | 5                        |                          |
| 2009                     | Fase de Grups            | 3                        | 0                        | 0                        | 3                        | 2                        | 11                       |                          |
| 2010                     | Fase de Grups            | 3                        | 0                        | 0                        | 3                        | 1                        | 9                        |                          |
| 2013                     | Fase de Grups            | 3                        | 0                        | 0                        | 3                        | 0                        | 6                        |                          |
| 2014                     | Fase de Grups            | 3                        | 0                        | 2                        | 1                        | 0                        | 1                        |                          |
| 2017                     | Fase de Grups            | 3                        | 0                        | 0                        | 3                        | 0                        | 8                        |                          |
| Total                    | Millor: Fase de Grups    | 27                       | 0                        | 5                        | 22                       | 10                       | 65                       |                          |

## Resultats a la Copa Àrab de Nacions
| Copa Àrab de Nacions | Copa Àrab de Nacions  | Copa Àrab de Nacions | Copa Àrab de Nacions | Copa Àrab de Nacions | Copa Àrab de Nacions | Copa Àrab de Nacions | Copa Àrab de Nacions |
| Any                  | Resultat              | PJ                   | G                    | E                    | P                    | GF                   | GC                   |
| -------------------- | --------------------- | -------------------- | -------------------- | -------------------- | -------------------- | -------------------- | -------------------- |
| 1963                 | No participà          | -                    | -                    | -                    | -                    | -                    | -                    |
| 1964                 | No participà          | -                    | -                    | -                    | -                    | -                    | -                    |
| 1966                 | Fase de Grups         | 3                    | 0                    | 0                    | 3                    | 1                    | 24                   |
| 1985                 | No participà          | -                    | -                    | -                    | -                    | -                    | -                    |
| 1988                 | No participà          | -                    | -                    | -                    | -                    | -                    | -                    |
| 1992                 | No participà          | -                    | -                    | -                    | -                    | -                    | -                    |
| 1998                 | Abandonà              | -                    | -                    | -                    | -                    | -                    | -                    |
| 2002                 | Fase de Grups         | 4                    | 0                    | 1                    | 3                    | 5                    | 13                   |
| 2012                 | Fase de Grups         | 3                    | 1                    | 0                    | 2                    | 3                    | 7                    |
| Total                | Millor: Fase de Grups | 9                    | 1                    | 1                    | 7                    | 9                    | 43                   |